# Blepharodera ciliata
Blepharodera ciliata es una especie de insecto blatodeo de la familia Blaberidae, subfamilia Epilamprinae.

## Distribución geográfica
Se pueden encontrar en Sudáfrica.

## Sinónimo
- Culama pilosa Walker, 1868.